# Teresa Mann

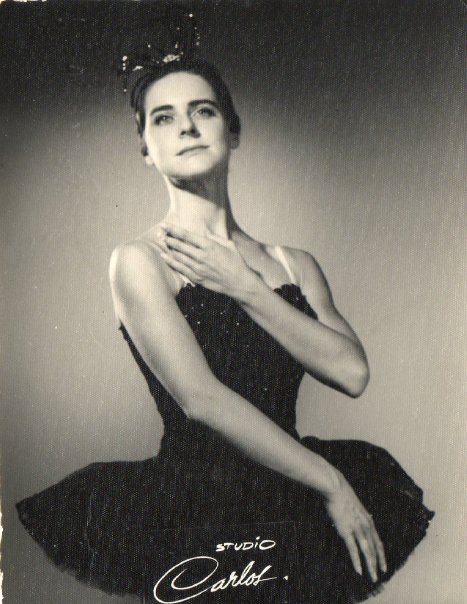
Teresa Mann im Schwarzen Schwan (1974)

Doris Teresa Mann de Obarrio (* 2. September 1934 in Panama-Stadt; † 6. Juli 2017 ebenda) war eine panamaische Ballerina, Ballett-Lehrerin und Tanzpionierin.

## Werdegang
Mann war die Tochter von Henry Lindsay Mann, einem kanadischen Bankier der Royal Bank of Canada, und der Panamaerin Rosaura de Obarrio, die ihrerseits von dem panamaischen Architekten Alberto de Obarrio abstammte. Kurz nach ihrer Geburt zog die Familie nach Caracas, wo ihr Vater in der dortigen Filiale der Bank zu arbeiten begann. Einige Jahre später zog die Familie nach Lima, bevor sie sich 1946 endgültig in Panama niederließ. Mann besuchte sowohl in Lima als auch in Caracas die örtlichen Ballettschulen. Ihren schulischen Abschluss erwarb sie an der  „Maria Inmaculada International School“ in Panama-Stadt 1946. Im selben Jahr begann sie ihr Studium an der neugegründeten „National Ballet School of Panama“, hatte aber während dieser Zeit schon Auftritte mit dem staatlichen Ballett von Peru in Lima. Ihren Bachelor of Arts erhielt sie vom „Holy Names College“ in Oakland, Kalifornien.
Von 1956 bis 1961 trat sie mit dem National Ballett von Kanada auf und weitete ihre Auftritte zwischen 1961 und 1963 nach Europa aus, wo sie mit verschiedenen Kompanien auftrat. Nach ihrer Rückkehr nach Panama war sie 1972 Mitbegründerin des dortigen National Balletts. Davor 1965 formierte sie die „Teresa Mann School of Dance“ und 1975 das „Teresa Mann Ballett“.
Mann heiratete 1964 Carlos Emilio Guevara Céspedes. Mit ihm hatte sie drei Kinder.

## Auszeichnungen
- Condecoración Nacional de la Orden Manuel Amador Guerrero en Grado de Gran Oficial; 2000